# Clash of the Empires
Pour plus de détails, voir Fiche technique et Distribution.
Clash of the Empires (en français : Le Choc des empires) est un film américain réalisé par Joseph Lawson et sorti en 2013. Il met en vedette Christopher Judge, Bai Ling et Sun Korng.
Il s’intitulait à l’origine Age of the Hobbits et devait sortir directement en DVD le 11 décembre 2012. Dans la tradition du catalogue de The Asylum, le film est un mockbuster du film de 2012 Le Hobbit : Un voyage inattendu. Cela a conduit à un procès contre The Asylum pour plagiat. Le procès a abouti à une ordonnance restrictive temporaire empêchant The Asylum de sortir le film à la date prévue.

## Synopsis
Le film parle d’une lutte préhistorique entre une communauté d'Homo floresiensis (connus sous le surnom de « hobbits ») et leurs oppresseurs brutaux, les Hommes de Java. Les hobbits s’allient avec les Homo sapiens contre les Javas. Selon The Asylum, « Dans un âge ancien, les petits hobbits pacifiques sont réduits en esclavage par les Javas, une race de monteurs de dragons mangeurs de chair. Le jeune hobbit Goben doit unir ses forces avec ses voisins géants, les Sapiens, pour libérer son peuple et vaincre leurs ennemis.

## Distribution
- Christopher Judge : Amthar
- Bai Ling : Laylan
- Sun Korng : Goben
- Kyle Morris : Goben (voix)
- Jon Kondelik : Gelling (voix)
- Joseph J. Lawson : Koto (voix)
- Kelly P. Lawson : la reine sorcière des Java (voix)

## Procès Warner Bros.
Warner Bros., producteurs de la série de films Le Hobbit, a envoyé une lettre de cessation et d’abstention à The Asylum le 31 août 2012. The Asylum a répondu en modifiant une partie du matériel promotionnel de leur film, mais ils ont refusé de retirer le mot « hobbit » du titre du film. En novembre 2012, Warner Bros., New Line Cinema, Metro-Goldwyn-Mayer et le producteur du Hobbit Saul Zaentz ont intenté une action en justice contre The Asylum pour Age of the Hobbits, affirmant qu’il était « parasite » de la campagne promotionnelle mondiale pour les prochains films de Peter Jackson. The Asylum a affirmé que son film est juridiquement solide parce que ses hobbits ne sont pas basés sur l’oeuvre de J. R. R. Tolkien. The Asylum a fait valoir que « Age of the Hobbits concerne la sous-espèce humaine réelle, Homo floresiensis, découverte en 2003 en Indonésie, qui a été uniformément appelée « hobbits » dans la communauté scientifique. »
Le procès intenté par Warner Bros. a abouti à une ordonnance restrictive temporaire empêchant The Asylum de sortir le film à la date prévue du 11 décembre. Le juge fédéral qui a présidé l’affaire a conclu que le film violait la marque « hobbit » et était susceptible de semer la confusion chez les consommateurs. En conséquence, Age of the Hobbits est devenu le premier film de The Asylum à être bloqué pour sa sortie. Une audience était également prévue pour le 28 janvier 2013 afin de décider si l’ordonnance restrictive devait devenir une injonction préliminaire.